# Viu 頻道
Viu 頻道（英語：Viu Channel），是now TV一條24小時提供粵語配音的亞洲劇集頻道。
同一集團定位類近的頻道有now華劇台，而Viu頻道現時的主要競爭對手則有myTV SUPER的亞洲劇台。

## 內容
Viu頻道現時主要播放日、韓、泰等地劇集，每日提供最少一線首播劇集，偶爾會重播曾在ViuTV播出的劇集（自製劇除外），並提供雙語廣播及自選開啟或關閉繁體中文字幕。

## 歷史

### now觀星台
now觀星台曾是now TV的一條娛樂新聞頻道兼主打頻道，於2011年9月12日晚上八時整啟播，由電訊盈科首席副總裁，總經理（製作）何麗全策劃，並由陳貝兒擔任台長。now觀星台特色是結合互動功能，觀眾可透過搖控器投選娛樂新聞熱話及CEO選拔賽中的優秀參賽者。2015年9月21日起轉型為劇集頻道，而所有主持人轉投ViuTV。
now觀星台啟播當日起，now香港台亦於同日起取消星期一至五晚上八時至八時半與now新聞台聯播新聞報導的安排，同一時段改與now觀星台聯播；啟播時月費為港幣18元。
開台派對於9月11日邀得郭富城亮燈，並邀請了麥玲玲、陳柏宇、吳雨霏、方大同、薛凱琪、周柏豪及謝婷婷等人亮相。
此頻道的前身為曾於2008年計劃開播的「now娛樂新聞台」。
2015年9月21日00:00起此頻道轉型為劇集頻道（並調整月費至港幣25元），首套播出劇集為《謊言遊戲》，一氣呵成在00:00-20:00播出，隨後當晚之後的所有劇集每日播出一集。
now香港台曾於2016年3月19日凌晨1時至4月8日、12月16日凌晨1時15分至12月31日、以及2017年4月1日凌晨12時45分至5月15日期間預覽並聯播此頻道。

### now劇集台
2017年8月29日起，now觀星台改名為now劇集台，並設有24小時粵語配音外購劇集。

### Viu 頻道
2022年10月26日起，now劇集台更名為「Viu 頻道」。

## 過往節目
now觀星台集娛樂新聞、主播選拔真人秀、綜藝節目、專題探討和藝人專訪於一身的全新娛樂綜藝頻道，分析娛樂圈最新動態及現象。該台亦會播放特備娛樂節目，如音樂會、國際盛事等。
歐洲國家盃2012，now觀星台聯同now Sports及now101台主持馬啓仁一同製作部分相關節目，該等節目與now香港台作同步播放。
now觀星台星期一至五20:00至22:00為首播時段，分別在20:00及21:30首播《102觀星總部》及「娛樂九點半」節目，之後不斷重播該時段內容，直至翌日20:00。而星期六20:00至星期一20:00則不斷重播該星期「娛樂九點半」節目。

### 《102觀星總部》（Station 102）
播放時間：星期一至五20:00至21:30
停播前節目編排：
星期一
- Enews及「五六日精華」

播放時間：《102觀星總部》時段內逢星期一20:00至20:15
節目內容：報道當日及上週末的主要新聞
- 《串嘴星期一》

播放時間：2015年4月6日至9月14日《102觀星總部》時段內逢星期一20:15
主持：陳安立、鄭文、虞逸峯、黃奕晨
星期二
- Enews

播放時間：《102觀星總部》時段內逢星期二20:00至20:30
主持：鄒攝、鄧洢玲、蔡誌恩、林志超
節目內容：報道當日主要新聞
- 《閃耀名人》（2014年9月23日至2015年9月14日，2月17日前名為《閃耀Ball場》）

播放時間：《102觀星總部》時段內逢星期二20:30
主持：李敏儀
節目內容：每星期走訪各大Ball場、社交和品牌活動，深入介紹上流社會的Ball埸生活文化。每集專訪城中名人好友，詳談他們的故事及成功之道。另外Ball場Q&A，從衣著打扮到談吐舉止，詳盡講解Ball場內的大小知識，讓觀眾感受華麗閃耀的Ball場文化。Ball場厚多士，窺探盛宴背後的社交百態，揭露不為人知的小八卦及趣聞。
星期三
- 《新鮮娛頭》、《熱爆娛聞》

播放時間：《102觀星總部》時段內逢星期三每一節節目前
節目內容：報道當日一至兩則主要新聞
- 《雙梁計》（節目內稱《雙梁計 睇多D》）

播放時間：《102觀星總部》時段內逢星期三20:00
主持：梁榮忠、梁梓禧、陳俞希、陳安立
節目內容：每逢星期三晚播出由梁榮忠、梁奕倫主持的「雙梁計」，開設Facebook、騰訊微博及電話予觀眾互動參與，每周邀請嘉賓到現場，一起討論城中熱門話題。
星期四
- Enews

播放時間：《102觀星總部》時段內逢星期四20:00至20:15
節目內容：報道當日主要新聞
主持：詹朗林、鄭文、蔡誌恩
- 《娛樂審死官》

播放時間：《102觀星總部》時段內逢星期四20:15至21:00
主持：梁思浩，資料員：鄒攝
嘉賓：Kawaii、春麗、潘小文、阿Wing、連峻、Ta姐、菜遠、李麗蕊、Charles、Stephanie（每集三至四位）
節目內容：由一向大膽敢言、詞風狠辣的梁思浩主持，找來傳媒界資深周刊編輯、攝記、狗仔隊記者現身錄影廠，與觀眾剖析娛樂圈頭條報道，了解採訪中鮮為人知的內幕，例如會解構一本周刊的頭條是如何設定？一張偷拍照片如何分真假？跟蹤藝人又有甚麼秘訣？
- 《娛樂大公投》

播放時間：《102觀星總部》時段內逢星期四21:00至21:30
主持：鄒攝、李麗蕊/詹朗林
星期五（K Friday）
- Enews

播放時間：《102觀星總部》時段內逢星期五20:00至20:15
節目內容：報道當日主要新聞，但較多為韓國明星新聞
主持：林志超、陳聞平、羅沛琪、虞逸峯
- 《韓語教室》

播放時間：《102觀星總部》時段內逢星期五21:15至21:30
主持：羅沛琪
其他
- 《E+Focus》

播放時間：《102觀星總部》時段內，以填補上述節目時間上的不足
節目內容：《E+Focus》已有超過百個巨星名人專訪，巨星真情對話。
曾播出節目
- 《Hello Au Pa Ma》

播放時間：2011年9月12日至2013年4月16日《102觀星總部》時段內逢星期一20:15
主持：區永權
節目內容：每一集區永權與兩位分別兩歲及一歲的兒子均會與一位星級藝人爸媽接觸，感受嘉賓溫馨一面，為觀眾及嘉賓提升照顧子女及與子女相處的知識。
- 《關人潮事》

播放時間：2013年3月4日至4月22日、6月24日《102觀星總部》時段內逢星期五20:15
主持：關楚耀、麥家瑜
節目內容：新世代潮人代表關楚耀與熱愛購物的「潮購女」(簡稱「潮女」）麥家瑜，每集節目帶大家介紹時下潮人必讀、必買的項目，從基本的時裝(衫、褲、鞋、配飾)，到潮流玩意、時尚科技、潮語都無一不談。另外兩位主持亦會邀請潮人嘉賓及潮舖主理人了解他們對「潮」的理念、分享營「潮舖」的眼光以及預測未來潮流趨勢，幫觀眾全方位提昇潮人指數。
- 《illuma「細」味生活》

播放時間：2013年5月14日至7月2日《102觀星總部》時段內逢星期一20:15
主持：區永權
節目內容：度身訂造六星級育兒資訊節目，創作一個個不同獨特體驗場景，供一眾BB發揮所長，展露他們的聰穎個性，再將之製作成富教育意義節目，讓觀眾看見ＢＢ的無限可能。
- 《Vinci's Code》（共101集）

播放時間：2012年至2014年4月29日《102觀星總部》時段內逢星期二20:15
主持：王賢誌
節目內容：Vinci熟悉名流界別，他將以第一身的角度出發，帶領觀眾進入一個充滿品味、奢華、時尚的世界。
- 《我是CEO》（I am CEO）

播放時間：2014年6月3日至8月26日《102觀星總部》時段內逢星期二20:30
每位CEO通過一項天才表演，展示一種個人特質，例如形象百變/有耐性/堅毅/有主見等。每位CEO將會以自白形式，分享入行以來的經歷及成長，暢談於娛樂圈的發展大計及目標。
- 《港呢啲》

播放時間：2014年6月16日至8月4日《102觀星總部》時段內逢星期一20:15
主持：葉念琛
節目內容：主持人以第一身角度，第一身出發，從不同城中趣聞，貫穿不同明星鮮有公開的獨特見解，以娛樂圈，娛樂人角度，打開城中熱話新睇法！ 現今娛樂圈的創作，開始愈多從城中的有趣人事獲得靈感。正因如此，港呢啲節目之中，會從不同明星搜羅他們對不同有趣事物的看法，從一眾明星口中得知他們鮮有跟觀眾分享的角度！ 因此，節目找來同樣需要對不同題材有著獨特看法的電影人葉念琛作為主持，以第一身角度出發，每集從生活發掘城中一個有趣的題目或現象。過程不單深入探討當中題目，更嘗試成為題目中當事人的一份子。
- 《時來易轉十八區》

播放時間：2013年2月11日至2月13日《102觀星總部》時段內
主持：蘇家興、戚黛黛
節目內容：蛇年住喺邊區先至會越住越旺呢？要旺丁旺財又要身體健康，原來住邊一區都要有所避忌。想搵姻緣，屋型唔啱，個相唔好真係弊！好彩Michael有方法幫你解救。樓上舖點解越做越旺呢？《易經》原來有解釋。
- 《我的觀星世界》

播放時間：2014年11月10日至12月8日《102觀星總部》時段內逢星期一
節目內容：上一次《我是CEO》請來一眾剛剛入行嘅CEO同大家分享佢哋嘅成長同經歷，而今次就由一班為我哋觀星總部主持過無數娛樂大事嘅主持人同大家分享入行以來嘅經歷，自己係娛樂生涯入面難望嘅經驗同體會，以及佢哋自己各自嘅故事，讓大家更了解佢哋嘅世界。
- 《星級診症室》

播放時間：第一輯2013年2月28日至10月14日《102觀星總部》時段內逢星期五20:15至20:30、第三輯2014年5月20日至2015年1月19日《102觀星總部》時段內逢星期二20:15至20:30
主持：鄭文（第一輯）／戚黛黛（第三輯）
節目內容：（第一輯）now觀星台星級主持鄭文開設的《星級診症室》，每集都會請來紅星為大家剖析不同病症，亦會提供各種健康資訊。
（第三輯）新一輯的《星級診症室》會加強訪問藝人的深度，及加入街訪環節，由藝人想像如不幸患上該疾病時的感受。
- 《RubberBand RubberFriends》

播放時間：2014年9月26日至10月31日《102觀星總部》時段內逢星期五20:15
主持：RubberBand
節目內容：RubberBand Rubber friends每集將會邀請圈中好友前輩，嘉賓會大爆同RubberBand之間嘅相識有趣聞！到底平時正正經經嘅RubberBand四子，係好友爆料下，會有咩反應？佢地又會為每位rubber friend送上咩驚喜？
- 《男極觀星團》

播放時間：2014年9月22日至2015年3月30日《102觀星總部》時段內逢星期一20:15
主持：虞逸峯、駱振偉、陳子豐、陳安立
暫代主持：林志超、黃俊銘
- 《熊仔頭條》

播放時間：2014年9月23日至2015年3月31日《102觀星總部》時段內逢星期二約20:10至20:15
節目內容：FHProductionHK在YouTube上很有名，自2012年起上載短片，其特色是演出者會戴著熊仔卡通人物的頭套來拍攝，故主角被俗稱為「熊仔頭」，其後與拍擋製作一系列公仔頭影片。他們的短片多以訴說年青人的心聲為主，受到不少網民歡迎，點擊率往往高達數十萬。自2014年起，開始嘗試其他類型的創作。今次now觀星台成功邀請FHProductionHK熊仔頭合作，一同製作《熊仔頭條》並於102觀星總部內播放，以風趣幽默的手法表達當今時事，為觀眾帶來各種社會、娛樂的頭條新聞。
- 《野佬做得到》（Yellow Can Do It!）

播放時間：2015年6月2日至8月26日《102觀星總部》時段內逢星期二20:15-20:30
主持：Yellow!
節目內容：Yellow！在這幾集節目內，四位成員將會學習各種技能，包括空中瑜珈，芭蕾舞，鋼管舞等，並邀請藝人好友一同挑戰，實行野佬做得到！

### 娛樂九點半
播放時間：星期一至五21:30至22:00
- 《康泰旅行社呈獻: 紀好世界》（Walter's World）

主持：紀曉華
播放時間：2012年11月30日至2013年2月15日逢星期五21:30至22:00、2014年3月27日至11月27日逢星期四21:30至22:00、2015年8月10日至9月14日逢星期一21:30至22:00
- 《台灣民宿 貳》（Taiwan Minsu 2）

播放時間：2014年2月6日至4月25日逢星期五21:30至22:00，2015年7月7日至9月15日逢星期二21:30至22:00
主持：朱汶欣
節目內容：台灣民宿遍佈台灣每個角落，上一輯未走完的路、未感受的人情於《台灣民宿2》再續。阿里山的雲海晚霞、森林鐵路、巨大莊嚴的神木都要收進照相盒子內，奮起湖的鐵路便當、嘉義的火雞肉飯不能錯過，但叫人回味的始終是Yancy (主持)在民宿「阿將的家」的一點一滴。阿將用雙手搭建民宿，還為了妻子，送了一座自己搭建的咖啡館給她，他們二人用年月築起的真情在節目中流露無遺。
- 《咔嚓童盟》（Snap）

播放時間：2013年9月27日至11月15日逢星期五21:30至22:00並由Canon IXUS贊助，2015年7月29日至9月16日逢星期三21:30至22:00
主持：區永權
節目內容：全新兒童攝影真人SHOW節目，到底8位勝出嘅小朋友，點樣從全港攝影比賽中誕生？
- 《Spotlight》

播放時間：逢星期四21:30至22:00
節目內容：Spotlight系列會不定期在now觀星台不定期播放，請來不少巨星同樂壇新勢力去分享他們的世界。
- 《首爾追星記》（Chasing Stars in Seoul）

播放時間：2014年5月13日至6月24日逢星期二21:30至22:00，2015年8月7日至9月17日逢星期五21:30至22:00
主持：劉振宇、岑樂怡
節目內容：韓風正吹襲香港，now TV觀星台特別製作了《康泰旅行社呈獻：首爾追星記》，由兩位主持阿水（劉振宇）和阿妹（岑樂怡）會為大家披露首爾最有機會與韓星偶遇的地點，令一眾追星族可以更快鎖定目標，見到自己的偶像。
- 《now Showing》

播放時間：逢星期三21:30至22:00
主持：馮志豐
節目內容：每集請來嘉賓，以清談節目的形式暢談古今中外電影事，無論電影崗位、角色、發展、文化無所不談。另外亦會提供有關電影的最新資訊，務求帶領觀眾進入一個半小時的電影世界。
- 《以諾遊縱》

播放時間：2013年2月7日至3月8日，逢星期四21:30至22:00
- 《彤遊紐約》

主持：盧凱彤、湯駿業
播放時間：2013年2月22日至5月17日，逢星期五21:30至22:00
- 《Chin與千尋》

主持：Rick Chin、吳千語
播放時間：2013年3月26日至6月4日、2014年7月28日至10月20日，逢星期二晚上9:30至10:00
節目內容：Rick Chin是本港著名化妝師及造型師；吳千語是新一代宅男女神。兩個看似不相干的人，偏偏要走在一起，目的是為觀眾「尋」遍香港好食、好玩的去處，及為男士提供潮流、打扮貼士，相信能為不少情侶提供拍拖及打扮情報！
- 《台灣民宿》（Taiwan Motel Travelodge）

播放時間：2013年5月24日至7月12日逢星期五21:30至22:00，2015年4月20日至6月22日逢星期一21:30至22:00
主持：朱汶欣
節目內容：第一輯：台灣，一個香港人十分喜歡的地方。提起台灣，大家都會聯想到繁華夜市的美食，充滿文化氣息的城市，還有當地人的親切和熱情。 有沒有想過去台灣旅行可以變得不一樣，5月24日起，我們會帶來一連十集以《台灣民宿》為主題的旅遊特輯。就讓我們一起慢旅遊，新感受。旅行是開拓人生地圖的一個歷程，用五官經歷不同地方的景色、故事同文化，就用這一切去增建我們的記憶。主持朱汶欣（Yancy）將會走訪台灣不同的民宿，從民宿文化深度認識台灣，帶我們去開闢寶島的另一個天空。
第二輯：旅行是開拓人生地圖的一個歷程，用五官經歷不同地方的景色、故事同文化，就用這一切去增建我們的記憶。主持朱汶欣(Yancy)將會走訪台灣不同的民宿，從民宿文化深度認識台灣，帶我們去開闢寶島的另一個天空。
- 《大世路》（Myanmar Travelogue）

播放時間：2013年7月26日至9月20日，逢星期五21:30至22:00
主持：陳炳銓、陳安立
節目內容：兩位大細路一齊踏上世界之路。大口仔陳炳銓Danny同高人一等的陳安立Brian齊齊出走緬甸，以赤子之心看世界。
- 《蓆夢思美麗呈獻：女皇駕到III》（Simmons: You are the Queen III）

播放時間：2013年7月29日至12月24日，逢星期二21:30至22:00
主持：丘凱敏
節目內容：新一季的《女皇駕到》又同大家見面了！每一輯的《女皇駕到》都會有一些新的扮靚元素加入，今輯會有什麼新構思？大家一定要拭目以待了！《女皇駕到》這個節目都希望令到更多女孩可以知道怎樣去扮靚，怎樣去愛自己多些。這一輯Anna將會繼續為大家提供更多護膚、化妝、髮型、時裝、甚至是「養生」的重要資訊，務求為你們打造成一位美麗女皇。
- 《攣直後援會》（Gay on the Straight Road／LGBTS Association）

播放時間：2013年9月12日至12月26日，逢星期四21:30至22:00
主持：梁梓禧、茜利妹
節目內容：群星齊撐《攣直後援會》，香港電視史上首個專題攣直之有品味與趣味節目。茜利妹與盟友梁梓禧（前名梁奕倫），從事傳媒合共37年（梁92年入行、吾97年入行），從未面對如此艱鉅的任務。這是一個有前設、有後顧、回應社會最核心需求的多集電視節目。
- 《星級生意經》（Star Biz Endeavours）

播放時間：2013年9月27日至11月15日，逢星期五21:30至22:00
主持：楊崢
- 《2星級診症室》

播放時間：2013年10月11日至12月13日，逢星期五21:30至22:00
主持：戚黛黛、鄭文
節目內容：全新一輯以醫學為主題的「2星級診症室」正式登場，主持人戚黛黛及鄭文會為大家提供最新的醫療資訊。
- 《德國寶30周年呈獻: Feel.純搞作 IV》（Germany Pool: Fusion Cuisine IV）

播放時間：2013年7月29日至2014年1月20日，逢星期一21:30至22:00
主持：劉銘佳、羅沛琪
節目內容：《德國寶呈獻: Feel.純搞作》繼續由黃柏高Paco旗下的大廚Ken主理，更有觀星台CEO Pinky齊齊廚，每集都會為觀眾介紹不同的Fusion菜式。
- 《豪玩郵戲王》

播放時間：2014年1月7日至2月18日，逢星期二21:30至22:00
主持：陳安立、岑樂怡
節目內容：陳安立（Brian）和岑樂怡（阿妹）將會與大家一同見證香港郵輪史的新一頁！於啟德郵輪碼頭登上全亞洲最大之郵輪 ﹣海洋水手號，與來自世界各地之乘客一同體驗郵輪上非同凡響的設施和活動。然而世上並沒有免費午餐，他們在船上除了負責吃喝玩樂之外，原來另有任務，為了解開「郵輪究竟是如何運作」之迷，他們要進行一系列競賽，輸了的一方要化身船員，在船上打工。今集，究竟誰會「先拔頭籌」，率先感受一下在郵輪打工的滋味？
- 《知心假期呈獻︰FUN享菲常水世界》

播放時間：2014年4月25日至5月16日，逢星期五21:30至22:00
主持：陳愈希、Heidi
節目內容：知心假期呈獻:FUN享菲常水世界，有Hailey同Heidi帶我地去陽光與海灘，感受菲律賓的自然美。
- 《Petgazine》

播放時間：2013年5月19日至8月5日、2014年7月8日至10月2日，逢星期四21:30至22:00
主持：宣萱、蔣怡
節目內容：人與人之間的溝通靠文字和語言，人與動物之間又該如何溝通？所謂「你快樂所以我快樂」，牠們在娛樂你時，又是否快樂呢？別人的寵物聽教聽話，自己的寵物百厭難搞，又是誰的問題？如果你都有無法處理的寵物問題，就要留意觀星台推出的新寵物節目《Petgazine》。主持人是圈中出名的愛狗之人宣萱（Jessica）以及充滿愛心的蔣怡（Coco），更請來動物傳心師分享和小動物溝通的方法。
- 《德國寶30周年呈獻: Feel.純搞作》（第五輯）（Germany Pool: Fusion Cuisine）

播放時間：2014年2月3日至2015年1月19日，逢星期一21:30至22:00
主持：劉銘佳、羅沛琪
節目內容：《德國寶呈獻: Feel.純搞作》繼續由黃柏高Paco旗下的大廚Ken主理，更有觀星台CEO Pinky齊齊廚，每集都會為觀眾介紹不同的Fusion菜式。
- 《Leo Diamond 呈獻: 花嫁》（All About Wedding）

播放時間：2014年2月21日至4月18日逢星期五21:30至22:00，2015年2月27日至5月28日逢星期四21:30至22:00
主持：黃婉曼
節目內容：囍帖作為傳遞喜訊的工具，不單只是簡單一張紙，它還包含了一對新人的故事。本集節目介紹不同風格的創意囍帖，定有一款合你心意。中國傳統嫁娶有不少習俗，其中嫁女餅原來是要依親疏長幼來決定派餅的數量，而不同款式的禮餅含義有異，了解清楚才可以做足禮數。
- 《蓆夢思美麗呈獻：女皇駕到IV》（Simmons: You are the Queen IV）

播放時間：2014年6月20日至11月7日逢星期五21:30至22:00
主持：丘凱敏
節目內容：〈女皇駕到〉以「女性」為主題，節目提供美容護膚、美妝保養、以至時尚潮流等資訊。節目發展至第四季，除了繼續邀請本地星級化妝、髮型、造型師介紹香港美容及潮流資訊外，新一輯節目將會衝出香港，到訪韓國、日本及台灣，為觀衆搜羅全亞洲最新潮流資訊，發掘不同地方時下女性美容扮靚心得。
- 《星咩呢？》（Star?）

播放時間：2013年4月27日至7月15日逢星期三21:30至22:00，2014年10月27日至12月2日，逢星期二21:30至22:00
主持：車婉婉
節目內容：（第一輯）命運，由個星座決定？「星座達人」車婉婉，召集全港十二星座代表，玩盡各樣「升呢」任務，挑戰星座底線。立即升呢，化身做舞王、情聖、女∼神，再加上陳奕迅、林家棟、周柏豪、周秀娜、周美欣等一眾紅星做「星級嘉賓」，每集親自教路到最後，哪個星座是明日之星？哪個是一閃即逝的流星？全港首個星座真人騷。
（第二輯）星座這一門學問可以說是易學難精，相信大家對星座都不會是一竅不通，至少對自己的星座都會有些少認識。now102觀星台的首個星座真人騷，主持人是星座達人車婉婉，她會帶領十二位不同星座的朋友，從星座角度抽絲剝繭，幫助他們成為生活各範疇的贏家。參加者會互相合作，挑戰各式各樣的「升呢」任務，配合車婉婉專業的星座分析，令參加者更了解性格言行與星座之間的關係，從而對自己有更全面的認識。車婉婉更請來陳奕迅、林家棟、周柏豪、周秀娜、周美欣等一眾紅星做嘉賓。邊個星座係明日之星？邊個係一閃即逝嘅流星？全港首個星座真人騷。
- 《德國寶呈獻：關人煮事II》（German Pool: Kelvin's Kitchen II）

播放時間：2015年2月9日至4月13日逢星期一21:30至22:00
主持：關楚耀
節目內容：《關人煮事2》的Kelvin會深入城中各大廚師的「廚房」，窺探名廚鮮為一知的一面以及見證美味誕生的一刻，關楚耀亦得以擴闊自己廚藝的領域，節目中更會和該廚師作深情對話，以廚藝論人生。關楚耀除了虛心向一眾大師傅學習，展示年輕人肯搏肯捱的一面，亦會在香港飲食界發掘一班年輕有創意的追夢者，了解他們的理念及故事，以及實現夢想遇到的難關，說明香港的「後生仔」不只是發白日夢，他們肯付出也可以實現理想的，更向這班新鮮人學習創意廚藝。當Kelvin學會要訣後，便會親自邀請嘉賓到其「廚房」品嚐自己學師的成果，而君如將會享受到他從新派中菜餐廳、中式點心館和台式cafe中所學到的菜式。
- 《專業旅運自由行特約：一切從溫泉開始》（Start From Hotspring）

播放時間：第一輯2013年11月22日至2014年1月5日逢星期五21:30至22:00，第二輯2015年1月27日至3月31日逢星期二21:30至22:00
主持：陳俞希、衛詩雅
節目內容：（第一輯）一齊感受懷舊東瀛氣息，陳俞希同衛詩雅將會穿越時空回到明冶時代，住進山城旅社，嚐用就地新鮮食材製成嘅溫泉料理，享受另類平民式温泉。
（第二輯）日本溫泉聞名於世，日本中部更可謂溫泉集中地。日本溫泉之旅將由陳俞希（Hailey）與衛詩雅（Michelle）帶領下，介紹多間日本溫泉旅館，感受日本溫泉之美。另外，怎可以忘記最重要的美食呢！兩位主持人亦會介紹日本溫泉料理，美食配搭傳統有品味的日本建築，真正體驗日本純樸風味同溫泉文化。
- 《Petgazine II》

播放時間：2014年12月12日至2015年4月3日，逢星期五21:30至22:00
主持：區永權、黃心美、林志超、鄧洢玲
節目內容：全新一輯Petgazine II，將會繼續發放多角度寵物資訊，誠意打造這本包羅萬有的寵物雜誌！香港有許多人飼養寵物，不過，飼養寵物需要注意的事項，卻未必知得清楚。在節目裡面，將會提供一系列實用的寵物情報，包括︰訓練小貼士、寵物好去處、感動小故事，還有與寵物相關的法例資訊！ 不管是飼養寵物多年、新手寵主，或者完全沒有飼養寵物的你，都可以透過這個節目，找到與寵物相關的有趣資訊！
- 《德國寶呈獻：Yo! Gym+》（German Pool: Yo! Gym+）

播放時間：2015年4月10日至7月31日，逢星期五21:30至22:00
主持：倪晨曦、趙勁皓、岑樂怡、黃奕晨
節目內容：香港人愈來愈注重健康，運動文化亦逐漸注入港人的日常生活之中，其中健身、瑜伽大行其道。場地而不再局限於健身室進行，如在街頭利用公共設施健身在大草地聽著DJ打碟做Yoga。瑜伽的形式也趨多元化、像近期大熱的Plank平板式運動、高溫瑜伽、街頭健身(Street workout)等，節目將為觀衆搜羅香港最新、最潮的運動資訊，以「年輕」、「健康」為主要概念，以運動打造健康生活態度。 節目中一眾主持都為專業的健身及瑜伽教練，他們除了會教授/拆解這些健身/瑜伽運動的技巧/場所之外，亦會和城中藝人分享他們的Keep fit/做Gym心得。
- 《先施呈獻：Fashion Seoul大激戰 2》（Sincere: Fashion Seoul Battle 2）

播放時間：2015年6月29日至8月3日逢星期一21:30至22:00
主持：羅沛琪、楊柳青
節目內容：now TV伙拍先施及理工大學紡織及製衣學系合作，製作「Fashion Seoul 大激戰2」節目，透過透過真人Show培養新一代的時裝買手及營銷高手，藉此向觀眾介紹時裝買手、時裝營銷背後種種的營運知識及職場生態。理工大學時裝營銷系/設計系的學生將會組隊參賽，他們先要透過撰寫一份可行、有創意的計劃書，最好表現的2隊出線最終決賽，可以獲得先施注資5萬元，並且免費到韓國選購時裝。2015年6月初，2組學生會和藝人Stephy鄧麗欣一同到首爾展開5日的掃貨之旅、於東大門、仁川富平地下街等韓國時裝熱點瘋狂掃貨。除之以外還會與韓國女子組合Two X、韓國梨花女子大學時裝設計系師生、韓國時裝攝影師、韓國時裝雜誌編輯交流，了解韓國人的時裝之道。從韓國入貨回港後，2組學生將在2015年7月8日-7月28日在先施銅鑼灣店開設為期3星期的Pop Up store一嘗做時裝店老闆的滋味。 最後成績最好一隊(最受大眾歡迎及銷售成績最好的一隊成為冠軍，可獲豐富獎學金及獎品
- 《Okamoto岡本特約：攣直後援會II》（Okamoto: LGBTS Association II）

播放時間：2015年6月4日至8月27日逢星期四21:30至22:00
主持：梁梓禧、茜利妹
節目內容：為帶出同性戀者／性小眾其實與一般人無異，本輯節目將於每集，邀請嘉賓出席不同場合，當中混有不同素人，有同性戀／異性戀／性小眾。 於這些不同場合內，嘉賓與這些素人相處、訪談、觀察、達成任務，從而猜出誰是同性戀者或性小眾人士。 藉此目的帶出某些訊息，希望糾正一般人對同性戀者的謬誤；帶出一般認為不正常的同性戀者／性小眾，其實跟你或我，活在同一天空下，也有自己的才能，跟本不值得被歧視！

### 特備節目
- 《Johnnie Walker呈獻：Starry Blue Party》
- 《第七屆亞洲電影大獎》：2013年3月19日21:00
- 《K Pop Star Hunt 2》：2013年9月2日至13日22:00
- 《紅線女紀念特輯》

### 過往主持
| 名稱                   | 節目                                                     | 備註 | Now觀星台轉型後去向                                                     |
| ---------------------- | -------------------------------------------------------- | ---- | ----------------------------------------------------------------------- |
| 梁榮忠（Joey）         | 《102觀星總部》（星期三《雙梁計》）                      |      | 繼續主持香港電台節目                                                    |
| 梁梓禧（Ronald）       | 《102觀星總部》（星期三《雙梁計》）                      |      | 主持、作家                                                              |
| 黃奕晨（Dixon）        | 《102觀星總部》（星期一）                                | #    | ViuTV／MakerVille                                                       |
| 鄭文（Cathy）          | 《102觀星總部》（星期一、四）                            |      | 司儀                                                                    |
| 蔡誌恩（Vincent）      | 《102觀星總部》（星期二、四）                            |      | 自由職業（藝人、模特兒、司儀），現轉投邵氏兄弟及無綫電視                |
| 虞逸峯（Dennis）       | 《102觀星總部》（星期一、五、《E+Focus》）               | #    | ViuTV／MakerVille，並兼任香港電台主持                                   |
| 羅沛琪（Pinky）        | 《102觀星總部》（星期五、《E+Focus》）                   | #    | 曾轉投ViuTV，現自由職業                                                 |
| 林志超（Andy）         | 《102觀星總部》（星期二、五、《E+Focus》）               | #    | 自由職業，現轉投邵氏兄弟及無綫電視                                      |
| 梁思浩                 | 《102觀星總部》（星期四《娛樂審死官》）                  |      | 曾繼續主持DBC節目及轉投亞洲電視數碼媒體，現轉投無綫電視                 |
| 陳俞希（Hailey）       | 《102觀星總部》（星期三《雙梁計》、《E+Focus》）         | #    | ViuTV／MakerVille                                                       |
| 陳安立（Brian）        | 《102觀星總部》（星期一、星期三《雙梁計》、《E+Focus》） | #    | ViuTV／MakerVille                                                       |
| 鄧洢玲（Elaine／阿旦） | 《102觀星總部》（星期二）                                | #    | 曾轉投ViuTV，現為按摩院及咖啡店老闆                                     |
| 陳聞平（Pink）         | 《102觀星總部》                                          | #    | 曾轉投ViuTV，現為自由職業（演員及歌手）                                 |
| 詹朗林（Jacky／JJ）    | 《102觀星總部》（星期四）                                | #    | 曾轉投ViuTV（但結束合約後仍以自由身主持ViuTV節目），現為自由職業        |
| 鄒攝                   | 《102觀星總部》（《娛樂審死官》、《娛樂大公投》）        | #    | 曾繼續主持DBC節目及轉投亞洲電視數碼媒體，現為主持網上節目及香港電台節目 |
| 蕭敏惠（Lydia）        | 《102觀星總部》娛樂記者                                  |      |                                                                         |
| 劉俊宇                 | 《102觀星總部》娛樂記者                                  |      | ViuTV                                                                   |
| 岑樂怡（Bonde／阿妹）  | 《102觀星總部》娛樂記者                                  |      | ViuTV／MakerVille                                                       |

#：身兼娛樂記者。

## 外部連結
- Viu 頻道全日節目表 （页面存档备份，存于）